# I Am a Scientist
I Am a Scientist è un extended play del gruppo musicale statunitense Guided by Voices, pubblicato nel 1994 negli Stati Uniti d'America dalla Scat. La traccia del titolo apparve originariamente in una versione ridotta a quattro tracce del precedente LP Bee Thousand; venne realizzato anche un video musicale. La canzone appare qui in un arrangiamento registrato dal vivo in studio da Andy Shernoff, insieme ad altre 3 canzoni.

## Tracce
Tutti i brani sono stati scritti da Robert Pollard.
1. I Am a Scientist – 2:31
2. Curse of the Black Ass Buffalo – 1:20
3. Do the Earth – 2:42
4. Planet's Own Brand – 1:15